# Jens Rasiejewski
Jens Rasiejewski (* 1. Januar 1975 in Marburg) ist ein ehemaliger deutscher Fußballspieler und heutiger Fußballlehrer.

## Sportliche Laufbahn

### Vereinskarriere
Während seiner Zeit als Profi bestritt er 33 Spiele in der Bundesliga und 107 Spiele in der 2. Bundesliga. In der Saison 2003/04 musste er seine sportliche Karriere verletzungsbedingt beenden.

### Auswahleinsätze
Für den DFB spielte er in verschiedenen Juniorennationalmannschaften. 1991 nahm er mit der U-16-Auswahl an der vom 8. bis 18. Mai ausgetragenen Europameisterschaft teil. Das DFB-Team belegte beim Turnier in der Schweiz den 2. Rang.

### Erfolge
- U-16-Europameisterschaft: 2. Platz 1991

## Trainer
Von 2005 bis 2008 studierte Rasiejewski in Düsseldorf Sportmanagement und erwarb zudem die A-Trainerlizenz des DFB. Rund ein Jahr lang hospitierte er, im Rahmen seines Studiums zum Sportmanager, bei Hannover 96, wo er seit April 2008 als Sportkoordinator bei seinem alten neuen Verein tätig war und die Arbeit von Sportdirektor Christian Hochstätter unterstützte.
Von Juli 2011 bis Juni 2015 trainierte Rasiejewski als Nachfolger von Xaver Zembrod die U-17-Mannschaft der TSG 1899 Hoffenheim.
Am 15. Juni 2015 wurde bekannt, dass Rasiejewski Leiter der Abteilung Sport und Nachwuchs des VfL Bochum werde, und damit Alexander Richter beerben, der sich verstärkt dem Kadermanagement und der Zertifizierung der Nachwuchsleistungszentrums widmen würde. In Bochum arbeitete er abermals mit Sportvorstand Christian Hochstätter zusammen.
Ab Januar 2016 gehörte Rasiejewski als zusätzlicher Co-Trainer zum Trainerteam der Bochumer Profimannschaft. Im Oktober 2017 wurde Rasiejewski interimsweise Cheftrainer des VfL Bochum als Nachfolger von Ismail Atalan und erhielt schließlich am 8. Dezember 2017 einen Vertrag bis zum 30. Juni 2019 als Cheftrainer. Nach vier Niederlagen in Folge wurde Rasiejewski, ebenso wie Sportvorstand Hochstätter, bereits am 7. Februar 2018 von seinen Aufgaben entbunden.
Rasiejewski kehrte im Juni 2021 zurück nach Hoffenheim und übernahm als Nachfolger von Marcus Mann, der in Hannover zum Sportdirektor aufstieg, die Leitung des Hoffenheimer Nachwuchsleistungszentrums. Im Dezember 2023 wurde er von seiner Arbeit bei der TSG freigestellt.